# قلعه جوق (ماه‌نشان)
قلعه جوق یک منطقهٔ مسکونی در ایران است که در شهرستان ماه‌نشان استان زنجان واقع شده‌است. قلعه جوق ۵۲ نفر (۱۱ خانوار) جمعیت دارد.